# Horst Peisker
Horst Peisker (* 26. November 1939 in Mittelsinn; † 10. Oktober 2012 in Kelsterbach) war ein deutscher Autor.

## Leben
Er beendete eine Ausbildung zum Speditionskaufmann, machte das Abitur auf dem zweiten Bildungsweg und studierte hernach Germanistik, Englisch und Philosophie in Frankfurt am Main.
Neben zahlreichen Veröffentlichungen von Lyrik- und Prosaarbeiten in Zeitschriften (regelmäßig schrieb er ab 1985 im Freitags-Anzeiger) verfasste er auch mehrere Bücher. Zuletzt wurde sein Lyrikband Dillingers Blau (2006) ausführlich in den deutschen Kulturspalten besprochen. Peisker veröffentlichte zusammen mit Helmut Qualtinger eine Langspielplatte: Tagesbefehl (1978). Daneben war Peisker auch als Werbetexter und Übersetzer tätig.

## Werke
- Dillingers blau: Gedichte. Dielmann, Frankfurt am Main 2006, ISBN 3-933974-58-5.
- Dillingers Blues: Die Balladen. Verlag G. H. Hofmann, Gemünden am Main 2010, ISBN 978-3-932737-16-9.[2]